# Tetragnatha notophilla
Tetragnatha notophilla este o specie de păianjeni din genul Tetragnatha, familia Tetragnathidae, descrisă de Boeris, 1889.
Este endemică în Peru. Conform Catalogue of Life specia Tetragnatha notophilla nu are subspecii cunoscute.